# Amanzé
Amanzé település Franciaországban, Saône-et-Loire megyében. Lakosainak száma 195 fő (2022. január 1.). Amanzé Prizy, Oyé, Saint-Germain-en-Brionnais, Saint-Symphorien-des-Bois és Vareilles községekkel határos.

## Népesség
A település népességének változása:
| Lakosok száma | 171  | 176  | 186  | 176  | 180  | 185  | 190  | 191  | 195  |
|               | 2013 | 2015 | 2016 | 2017 | 2018 | 2019 | 2020 | 2021 | 2022 |